# Liste der Kulturdenkmale in Zeulenroda-Triebes
In der Liste der Kulturdenkmale in Zeulenroda-Triebes sind die Kulturdenkmale der thüringischen Stadt Zeulenroda-Triebes im Landkreis Greiz aufgelistet.

## Legende
- Bild: zeigt ein Bild des Kulturdenkmals und gegebenenfalls einen Link zu weiteren Fotos des Kulturdenkmals im Medienarchiv Wikimedia Commons
- Bezeichnung: Name, Bezeichnung oder die Art des Kulturdenkmals
- Lage: Wenn vorhanden Straßenname und Hausnummer des Kulturdenkmals; Grundsortierung der Liste erfolgt nach dieser Adresse. Der Link Karte führt zu verschiedenen Kartendarstellungen und nennt die Koordinaten des Kulturdenkmals.
 Kartenansicht, um Koordinaten zu setzen – in dieser Kartenansicht sind Kulturdenkmale ohne Koordinaten mit einem roten bzw. orangen Marker dargestellt und können in der Karte gesetzt werden. Kulturdenkmale ohne Bild sind mit einem blauen bzw. roten Marker gekennzeichnet, Kulturdenkmale mit Bild mit einem grünen bzw. orangen Marker.
- Datierung: gibt das Jahr der Fertigstellung beziehungsweise das Datum der Erstnennung oder den Zeitraum der Errichtung an
- Beschreibung: bauliche und geschichtliche Einzelheiten des Kulturdenkmals, vorzugsweise die Denkmaleigenschaften
- ID: Die ID identifiziert das Kulturdenkmal eindeutig. In Thüringen sind aktuell keine IDs veröffentlicht. In der ID-Spalte kann sich auch folgendes Icon  befinden, dies führt zu Angaben zu diesem Kulturdenkmal bei Wikidata.

## Kulturdenkmale nach Ortsteilen

### Arnsgrün
| Bild                                    | Bezeichnung                                      | Lage                       | Datierung | Beschreibung | ID |
| --------------------------------------- | ------------------------------------------------ | -------------------------- | --------- | ------------ | -- |
| weitere Bilder Fotos hochladen          | Kirche mit Ausstattung, Kirchhof und Einfriedung | Arnsgrün, Arnsgrün (Karte) |           |              |    |
| Direkt Bild zu diesem Denkmal hochladen | Gefallenendenkmal                                | Arnsgrün, Nähe Arnsgrün 58 |           |              |    |

### Bernsgrün
| Bild                           | Bezeichnung                         | Lage                             | Datierung | Beschreibung | ID |
| ------------------------------ | ----------------------------------- | -------------------------------- | --------- | ------------ | -- |
| weitere Bilder Fotos hochladen | Kirche mit Ausstattung und Kirchhof | Bernsgrün, Am Buchberg 1 (Karte) |           |              |    |
| BW                             | Gehöft mit Taubenhaus               | Bernsgrün, Südweg 11 (Karte)     |           |              |    |

### Büna
| Bild | Bezeichnung    | Lage                  | Datierung | Beschreibung | ID |
| ---- | -------------- | --------------------- | --------- | ------------ | -- |
| BW   | Tagelöhnerhaus | Büna, Büna 17 (Karte) |           | Wohnhaus     |    |

### Dobia
| Bild                           | Bezeichnung                                      | Lage                   | Datierung | Beschreibung | ID |
| ------------------------------ | ------------------------------------------------ | ---------------------- | --------- | ------------ | -- |
| weitere Bilder Fotos hochladen | Kirche mit Ausstattung, Kirchhof und Einfriedung | Dobia, Dobia 1 (Karte) |           |              |    |
| BW                             | Pfarrhof                                         | Dobia, Dobia 2 (Karte) |           |              |    |
| BW                             | Schulgebäude                                     | Dobia, Dobia 3 (Karte) |           |              |    |

### Dörtendorf
| Bild | Bezeichnung    | Lage                   | Datierung | Beschreibung        | ID |
| ---- | -------------- | ---------------------- | --------- | ------------------- | -- |
| BW   | Gehöft         | Dörtendorf, 29 (Karte) |           |                     |    |
| BW   | Gehöft         | Dörtendorf, 33 (Karte) |           |                     |    |
| BW   | sog. Ritterhof | Dörtendorf, 55 (Karte) |           | Wohnhaus mit Brücke |    |

### Kleinwolschendorf
| Bild                                    | Bezeichnung                                | Lage                                            | Datierung | Beschreibung | ID |
| --------------------------------------- | ------------------------------------------ | ----------------------------------------------- | --------- | ------------ | -- |
| BW                                      | Wohnhaus mit Torhaus                       | Kleinwolschendorf, Kleinwolschendorf 19 (Karte) |           |              |    |
| weitere Bilder Fotos hochladen          | Kirche mit Ausstattung und Kirchhof        | Kleinwolschendorf, Kleinwolschendorf 4a (Karte) |           |              |    |
| Direkt Bild zu diesem Denkmal hochladen | Schwengelpumpe                             | Kleinwolschendorf                               |           |              |    |
| BW                                      | Talsperre Zeulenroda Vorsperre Riedelmühle | Kleinwolschendorf (Karte)                       |           | Talsperre    |    |

### Läwitz
| Bild                                    | Bezeichnung                | Lage                         | Datierung | Beschreibung     | ID |
| --------------------------------------- | -------------------------- | ---------------------------- | --------- | ---------------- | -- |
| Direkt Bild zu diesem Denkmal hochladen | Wasserhochbehälter         | Läwitz, Läwitz               |           |                  |    |
| BW                                      | ehem. Gasthof Albin Daßler | Läwitz, Läwitz 12 (Karte)    |           | Gasthof          |    |
| BW                                      | ehem. Kesselmühle          | Läwitz, Läwitz 32 (Karte)    |           | Mühle            |    |
| BW                                      | Gehöft                     | Läwitz, Ortsstraße 1 (Karte) |           |                  |    |
| BW                                      | Steinbogenbrücke           | Läwitz (Karte)               |           | Steinbogenbrücke |    |

### Mehla
| Bild | Bezeichnung | Lage                                        | Datierung | Beschreibung | ID |
| ---- | ----------- | ------------------------------------------- | --------- | ------------ | -- |
| BW   | Wallanlage  | Mehla (Karte)                               |           | Bodendenkmal |    |
| BW   | Gehöft      | Mehla, Mehlaer Hauptstraße 28, 28 a (Karte) |           |              |    |

### Pahren
| Bild                           | Bezeichnung            | Lage                                    | Datierung | Beschreibung | ID |
| ------------------------------ | ---------------------- | --------------------------------------- | --------- | ------------ | -- |
| BW                             | Bühl, Wasserburgrest   | Pahren (Karte)                          |           | Bodendenkmal |    |
| BW                             | Herrenhaus             | Pahren, Hainweg 5 (Karte)               |           |              |    |
| BW                             | Gehöft                 | Pahren, Oststraße 4 (Karte)             |           |              |    |
| BW                             | Wohnhaus               | Pahren, Pahrener Anger 12 (Karte)       |           |              |    |
| BW                             | Hoftor                 | Pahren, Pahrener Hauptstraße 12 (Karte) |           |              |    |
| BW                             | Gehöft                 | Pahren, Pahrener Hauptstraße 4 (Karte)  |           |              |    |
| BW                             | Gehöft                 | Pahren, Pahrener Hauptstraße 7 (Karte)  |           |              |    |
| BW                             | Pfarrhaus              | Pahren, Pahrener Hauptstraße 9 (Karte)  |           |              |    |
| weitere Bilder Fotos hochladen | Kirche mit Ausstattung | Pahren, Pahrener Hauptstraße 9a (Karte) |           |              |    |

### Piesigitz
| Bild                           | Bezeichnung                                      | Lage                             | Datierung | Beschreibung | ID |
| ------------------------------ | ------------------------------------------------ | -------------------------------- | --------- | ------------ | -- |
| BW                             | Gehöft                                           | Piesigitz, Ortsstraße 67 (Karte) |           |              |    |
| weitere Bilder Fotos hochladen | Kirche mit Ausstattung, Kirchhof und Einfriedung | Piesigitz, Piesigitz 78a (Karte) |           |              |    |

### Pöllwitz
| Bild                           | Bezeichnung                                                  | Lage                                              | Datierung | Beschreibung                                     | ID |
| ------------------------------ | ------------------------------------------------------------ | ------------------------------------------------- | --------- | ------------------------------------------------ | -- |
| BW                             | Forsthaus mit Nebengebäude, Grundstück und Toranlage         | Pöllwitz, Friedensstraße 38 (Karte)               |           |                                                  |    |
| BW                             | Gehöft                                                       | Pöllwitz, Sommerseite 24 (Karte)                  |           |                                                  |    |
| weitere Bilder Fotos hochladen | St. Nikolaus                                                 | Pöllwitz, Sommerseite 31a; Sommerseite 31 (Karte) |           | Kirche mit Ausstattung, Kirchhof und Einfriedung |    |
| BW                             | Fabrikantenvilla und Kontor                                  | Pöllwitz, Wilhelm-Pieck-Straße 26 (Karte)         |           |                                                  |    |
| BW                             | Teich, Damm, Bach, Uferbefestigung, Brücke und Schneidemühle | Pöllwitz (Karte)                                  |           |                                                  |    |

### Stelzendorf
| Bild                                    | Bezeichnung | Lage                                | Datierung | Beschreibung | ID |
| --------------------------------------- | ----------- | ----------------------------------- | --------- | ------------ | -- |
| Direkt Bild zu diesem Denkmal hochladen | Pfarrhof    | Stelzendorf, Ortsstraße 17          |           |              |    |
| weitere Bilder Fotos hochladen          | Kirche      | Stelzendorf, Ortsstraße 17a (Karte) |           |              |    |

### Triebes
| Bild                           | Bezeichnung                                        | Lage                                      | Datierung | Beschreibung                              | ID |
| ------------------------------ | -------------------------------------------------- | ----------------------------------------- | --------- | ----------------------------------------- | -- |
| BW                             | Winkelmannsches Haus                               | Triebes, Aumaer Straße 16 (Karte)         |           | Gehöft                                    |    |
| BW                             | eh. Amtsgericht                                    | Triebes, Greizer Landstraße 13 (Karte)    |           | Wohnhaus                                  |    |
| BW                             | Gehöft                                             | Triebes, Hauptstraße 25 (Karte)           |           |                                           |    |
| BW                             | Wohnhaus                                           | Triebes, Hauptstraße 41 (Karte)           |           |                                           |    |
| BW                             | Wohn- und Geschäftshaus                            | Triebes, Hauptstraße 46 (Karte)           |           |                                           |    |
| BW                             | Jute-Villa                                         | Triebes, Hauptstraße 56, 56a, 56b (Karte) |           | Wohnhaus mit Ausstattung und Wintergarten |    |
| weitere Bilder Fotos hochladen | Kirche mit Ausstattung                             | Triebes, Kirchplatz (Karte)               |           |                                           |    |
| Fotos hochladen                | Rathaus                                            | Triebes, Schäferstraße 2 (Karte)          |           |                                           |    |
| BW                             | Kapelle                                            | Triebes, Zeulenrodaer Straße (Karte)      |           |                                           |    |
| BW                             | Grabmal(e)                                         | Triebes, Zeulenrodaer Straße - (Karte)    |           |                                           |    |
| BW                             | Wohnhaus mit Toranlage, Grundstück und Einfriedung | Triebes, Zeulenrodaer Straße 5 (Karte)    |           |                                           |    |
| BW                             | Gehöft                                             | Triebes, Zeulenrodaer Straße 7 (Karte)    |           |                                           |    |

### Weckersdorf
| Bild                           | Bezeichnung                                      | Lage                                    | Datierung | Beschreibung | ID |
| ------------------------------ | ------------------------------------------------ | --------------------------------------- | --------- | ------------ | -- |
| BW                             | Gefallenendenkmal                                | Weckersdorf, Dorfstraße (Karte)         |           |              |    |
| BW                             | Wegweiserstein                                   | Weckersdorf, Oberer Weg (Karte)         |           |              |    |
| weitere Bilder Fotos hochladen | Kirche mit Ausstattung, Kirchhof und Einfriedung | Weckersdorf, Oberer Weg 15a (Karte)     |           |              |    |
| BW                             | Gehöft                                           | Weckersdorf, Oberer Weg 17, 17a (Karte) |           |              |    |

### Wolfshain
| Bild | Bezeichnung | Lage                            | Datierung | Beschreibung | ID |
| ---- | ----------- | ------------------------------- | --------- | ------------ | -- |
| BW   | Gehöft      | Wolfshain, Wolfshain 10 (Karte) |           |              |    |

### Zadelsdorf
| Bild                                    | Bezeichnung                | Lage                               | Datierung | Beschreibung                                     | ID |
| --------------------------------------- | -------------------------- | ---------------------------------- | --------- | ------------------------------------------------ | -- |
| weitere Bilder Fotos hochladen          | Evangelische Filialkirche  | Zadelsdorf, Zadelsdorf 30a (Karte) |           | Kirche mit Ausstattung, Kirchhof und Einfriedung |    |
| BW                                      | Wohnhaus                   | Zadelsdorf, Zadelsdorf 32a (Karte) |           |                                                  |    |
| BW                                      | Wohnhaus mit Seitengebäude | Zadelsdorf, Zadelsdorf 36 (Karte)  |           |                                                  |    |
| Direkt Bild zu diesem Denkmal hochladen | Wegweiserstein             | Zadelsdorf                         |           |                                                  |    |

### Zeulenroda
| Bild                                    | Bezeichnung                                                                     | Lage | Datierung | Beschreibung                                     | ID |
| --------------------------------------- | ------------------------------------------------------------------------------- | --- | --------- | ------------------------------------------------ | -- |
| BW                                      | Wohn- und Bürohaus                                                              | Zeulenroda, Albin-May-Straße 3 (Karte) |           |                                                  |    |
| BW                                      | Gedenkstätte für Opfer des Faschismus                                           | Zeulenroda, An der Schopperstraße (Karte) |           | Mahnmal und Freiraumgestaltung                   |    |
| BW                                      | ehem. Maschinenfabrik und Eisengießerei Carl (Traugott) Kneusel (WEMA Werk III) | Zeulenroda, Aumaische Straße 25-35 (Karte) |           | Fabrikanlage                                     |    |
| BW                                      | WEMA - Werk III                                                                 | Zeulenroda, Aumaische Straße 29, 31, 33 (Karte) |           | Industriebau                                     |    |
| BW                                      | Städtisches Museum                                                              | Zeulenroda, Aumaische Straße 30; Aumaische Straße 32 (Karte)                                                                                              |           | Stadtmuseum                                      |    |
| weitere Bilder Fotos hochladen          | Talsperre Zeulenroda                                                            | Zeulenroda, Bauerfeind-Allee 2 (Karte) |           | Talsperre                                        |    |
| BW                                      | Gehöft                                                                          | Zeulenroda, Bendenreihe 12 (Karte) |           |                                                  |    |
| BW                                      | Villa mit Garten und Einfriedung                                                | Zeulenroda, Bergstraße 11 (Karte) |           |                                                  |    |
| BW                                      | Diakonat                                                                        | Zeulenroda, Buche 14 (Karte) |           |                                                  |    |
| BW                                      | Wohnhaus                                                                        | Zeulenroda, Buche 16 (Karte) |           |                                                  |    |
| BW                                      | Gehöft                                                                          | Zeulenroda, Dr.-Gebler-Straße 17 (Karte) |           |                                                  |    |
| BW                                      | Gehöft                                                                          | Zeulenroda, Dr.-Gebler-Straße 8 (Karte) |           |                                                  |    |
| BW                                      | Wohnhaus mit Garage                                                             | Zeulenroda, Ernst-Thälmann-Allee 25 (Karte) |           |                                                  |    |
| weitere Bilder Fotos hochladen          | Eckardts Windmühle                                                              | Zeulenroda, Flur Stöckigt 1 (Karte) |           | Mühle                                            |    |
| Direkt Bild zu diesem Denkmal hochladen | Eisenbahnbrücke Tscherlich                                                      | Zeulenroda, Flur Tscherlich / Untere Haardt |           | Brücke                                           |    |
| BW                                      | ehem. Konsum-Bäckerei                                                           | Zeulenroda, Friedrich-Ebert-Straße 45 (Karte) |           | Industrie- und Wohngebäude                       |    |
| BW                                      | Gaststätte mit Turnhalle                                                        | Zeulenroda, Friedrich-Engels-Straße 10 (Karte) |           |                                                  |    |
| BW                                      | Landhaus Schopper                                                               | Zeulenroda, Friedrich-Engels-Straße 20 (Karte) |           | Wohnhaus mit Gartenanlage und Einfriedung        |    |
| BW                                      | Wohnhaus                                                                        | Zeulenroda, Friedrich-Engels-Straße 53 (Karte) |           |                                                  |    |
| BW                                      | staatl. Grund- und Regelschule 'Friedrich Solle'                                | Zeulenroda, Giengener Straße 18 (Karte) |           | Schule mit Hort und Freifläche                   |    |
| BW                                      | Wohnhaus                                                                        | Zeulenroda, Goetheallee 1 (Karte) |           |                                                  |    |
| BW                                      | Wohn- und Geschäftshaus                                                         | Zeulenroda, Goetheallee 3 (Karte) |           |                                                  |    |
| BW                                      | Fassade                                                                         | Zeulenroda, Goetheallee 9 (Karte) |           |                                                  |    |
| BW                                      | Zum Stadthöhler                                                                 | Zeulenroda, Greizer Straße 17 (Karte) |           | Wohn- und Gasthaus                               |    |
| BW                                      | Wohnhaus                                                                        | Zeulenroda, Greizer Straße 27 (Karte) |           |                                                  |    |
| BW                                      | Oberreuter                                                                      | Zeulenroda, Greizer Straße 31 (Karte) |           | Wohnhaus                                         |    |
| BW                                      | Wohnhaus                                                                        | Zeulenroda, Greizer Straße 84, 86 (Karte) |           |                                                  |    |
| BW                                      | Fabrikanlage mit Wohn- und Verwaltungsgebäude                                   | Zeulenroda, Greizer Straße 87, 89, 93; Heinrich-Heine-Straße 2 (Karte)                                                                                    |           |                                                  |    |
| BW                                      | Grabstätte May                                                                  | Zeulenroda, Kirchstraße (Karte) |           | Grabstätte                                       |    |
| Direkt Bild zu diesem Denkmal hochladen | Alter Friedhof                                                                  | Zeulenroda, Kirchstraße |           | Friedhof                                         |    |
| Direkt Bild zu diesem Denkmal hochladen | Grabmal                                                                         | Zeulenroda, Kirchstraße |           |                                                  |    |
| BW                                      | Grabmal Kepler                                                                  | Zeulenroda, Kirchstraße (Karte) |           | Grabmal                                          |    |
| weitere Bilder Fotos hochladen          | ev. Dreieinigkeitskirche                                                        | Zeulenroda, Kirchstraße o. Nr. (Karte) | 1820      | Kirche mit Ausstattung                           |    |
| BW                                      | Wohnhaus                                                                        | Zeulenroda, Kirchstraße 14 (Karte) |           |                                                  |    |
| BW                                      | Pfarrhaus                                                                       | Zeulenroda, Kirchstraße 17 (Karte) |           | Wohn- und Pfarrhaus                              |    |
| BW                                      | Gehöft                                                                          | Zeulenroda, Kirchstraße 35 (Karte) |           |                                                  |    |
| Direkt Bild zu diesem Denkmal hochladen | Gedenktafel                                                                     | Zeulenroda, Kleinwolschendorfer Straße |           |                                                  |    |
| BW                                      | Schießhaus                                                                      | Zeulenroda, Kleinwolschendorfer Straße 34 (Karte) |           | Schützenhaus                                     |    |
| BW                                      | Turnhalle                                                                       | Zeulenroda, Ludwig-Jahn-Straße 2 (Karte) |           |                                                  |    |
| BW                                      | Wohnhaus mit Gartengrundstück und Einfriedung                                   | Zeulenroda, Ludwig-Jahn-Straße 25 (Karte) |           |                                                  |    |
| BW                                      | Wohnhaus                                                                        | Zeulenroda, Ludwig-Jahn-Straße 27, 29 (Karte) |           |                                                  |    |
| weitere Bilder Fotos hochladen          | Rathaus                                                                         | Zeulenroda, Markt 1 (Karte) |           |                                                  |    |
| BW                                      | ENS Marktplatz                                                                  | Zeulenroda, Markt 1, 2, 3, 4, 5, 6, 7, 8, 9, 10, 11; Aumaische Straße 1; Kirchstraße 1; Schleizer Straße 2; Schuhgasse 1; Tuchmarkt 2, 3, 4, 5, 6 (Karte) |           | Ensemble                                         |    |
| BW                                      | Wohn- und Geschäftshaus                                                         | Zeulenroda, Markt 7 (Karte) |           |                                                  |    |
| BW                                      | Stadthof und Bürgerhaus                                                         | Zeulenroda, Markt 8 (Karte) |           |                                                  |    |
| BW                                      | Wohn- und Geschäftshaus mit Nebengebäude                                        | Zeulenroda, Markt 9 (Karte) |           |                                                  |    |
| BW                                      | Mauer und Tor                                                                   | Zeulenroda, Obere Höhlerreihe (Karte) |           |                                                  |    |
| BW                                      | Oberer Bahnhof                                                                  | Zeulenroda, Oberer Bahnhof 1 (Karte) |           | Empfangsgebäude                                  |    |
| BW                                      | ehem. Reuß. Landpflegeheim                                                      | Zeulenroda, Pausaer Straße 80 (Karte) |           | Altenheim                                        |    |
| BW                                      | Gefallenendenkmal                                                               | Zeulenroda, Rabensleite (Karte) |           |                                                  |    |
| BW                                      | Zorns Häuschen                                                                  | Zeulenroda, Rabensleite 6 (Karte) |           | Weinberghaus                                     |    |
| BW                                      | Wohnhaus mit Gartengrundstück                                                   | Zeulenroda, Rötlein 9 (Karte) |           |                                                  |    |
| BW                                      | Wohn- und Geschäftshaus                                                         | Zeulenroda, Schleizer Straße 43 (Karte) |           |                                                  |    |
| BW                                      | Wohn- und Geschäftshaus                                                         | Zeulenroda, Schleizer Straße 45 (Karte) |           |                                                  |    |
| Direkt Bild zu diesem Denkmal hochladen | Lenin-Ehrenhain                                                                 | Zeulenroda, Schopperstraße |           | Ehrenhain                                        |    |
| BW                                      | Wohnhaus                                                                        | Zeulenroda, Schopperstraße 17 (Karte) |           |                                                  |    |
| BW                                      | Friedrich-Schiller-Gymnasium                                                    | Zeulenroda, Schopperstraße 26 (Karte) |           | Schule mit Turnhalle, Schulhof und Einfriedung   |    |
| BW                                      | Postgebäude                                                                     | Zeulenroda, Schopperstraße 61 (Karte) |           |                                                  |    |
| BW                                      | Wohn- und Geschäftshaus                                                         | Zeulenroda, Schopperstraße 7 (Karte) |           |                                                  |    |
| BW                                      | Wohnhaus                                                                        | Zeulenroda, Schopperstraße 74, 76, 78, 80 (Karte) |           |                                                  |    |
| BW                                      | ehem. Möbelfabrik Albin May                                                     | Zeulenroda, Schopperstraße 85 (Karte) |           | Maschinenhaus                                    |    |
| weitere Bilder Fotos hochladen          | Evangelische Kreuzkirche                                                        | Zeulenroda, Windmühlenstraße 2a; Leitlitzer Straße 1a (Karte)                                                                                             |           | Kirche mit Ausstattung, Friedhof und Einfriedung |    |
| Direkt Bild zu diesem Denkmal hochladen | Gedenktafel                                                                     | Zeulenroda |           |                                                  |    |
| Direkt Bild zu diesem Denkmal hochladen | Wilhelm-Pieck-Ehrenmal                                                          | Zeulenroda |           | Ehrenmal                                         |    |